# Kanton Songeons
Songeons is een voormalig kanton van het Franse departement Oise. Het kanton maakte deel uit van het arrondissement Beauvais. Het werd opgeheven bij decreet van 20 februari 2014 met uitwerking in maart 2015.

## Gemeenten
Het kanton Songeons omvatte de volgende gemeenten:
- Bazancourt
- Buicourt
- Crillon
- Ernemont-Boutavent
- Escames
- Fontenay-Torcy
- Gerberoy
- Glatigny
- Grémévillers
- Hannaches
- Hanvoile
- Haucourt
- Hécourt
- Lachapelle-sous-Gerberoy
- Lhéraule
- Loueuse
- Martincourt
- Morvillers
- Saint-Deniscourt
- Saint-Quentin-des-Prés
- Senantes
- Songeons (hoofdplaats)
- Sully
- Thérines
- Villembray
- Villers-sur-Auchy
- Vrocourt
- Wambez